# Ilka Brüggemann
Ilka Brüggemann (* 1968 in Lüneburg, Niedersachsen) ist eine deutsche Journalistin, Radiomoderatorin und niederdeutsche Autorin.

## Leben
Brüggemann ist in Amelinghausen in der Lüneburger Heide aufgewachsen. Dort wurde neben dem Hochdeutschen auch Plattdeutsch gesprochen. Nach dem Abitur studierte sie in Hannover und Marburg Anglistik und Politologie.
Nach ersten journalistischen Erfahrungen begann sie ihre Karriere beim Radiosender NDR 1 Niedersachsen, zunächst als „rasende Reporterin“. Dann wurde sie Redakteurin und übernahm die Plattdeutschredaktion. Sie moderiert heute verschiedene Magazinformate und Plattdeutschsendungen, wie seit 2010 die  Sendereihe Hör mal ’n beten to.
Nebenbei absolvierte Brüggemann ihre Promotion in Politikwissenschaft. Außerdem veröffentlichte sie Bücher mit plattdeutschen Kurzgeschichten und Glossen und hält öffentliche Lesungen in ganz Norddeutschland.
Ilka Brüggemann lebt in Hannover, ist verheiratet und hat zwei Kinder.

## Werke
- De Alldag kann mi mol! Quickborn-Verlag, Hamburg 2013, ISBN 978-3-87651-379-9
- Is dat to glöven! Quickborn-Verlag, Hamburg 2016, ISBN 978-3-87651-432-1
- Steerns an’n Heven. Wiehnachten in uns Tiet. Hrsg.: Gesche Scheller. Autoren: Ines Barber, Ilka Brüggemann, Yared Dibaba, Marianne Ehlers, Sandra Keck, Matthias Stührwoldt, Heike Thode-Scheel und Detlef Wutschik, Quickborn-Verlag, Hamburg 2016, ISBN 978-3-87651-435-2.